# ادیت آرنهایم
ادیت آرنهایم (سوئدی: Edith Arnheim؛ زاده ۲۱ فوریهٔ ۱۸۸۴ درگذشته ۱۶ اکتبر ۱۹۶۴) یک تنیس‌باز اهل سوئد بود.